# Alek Wek

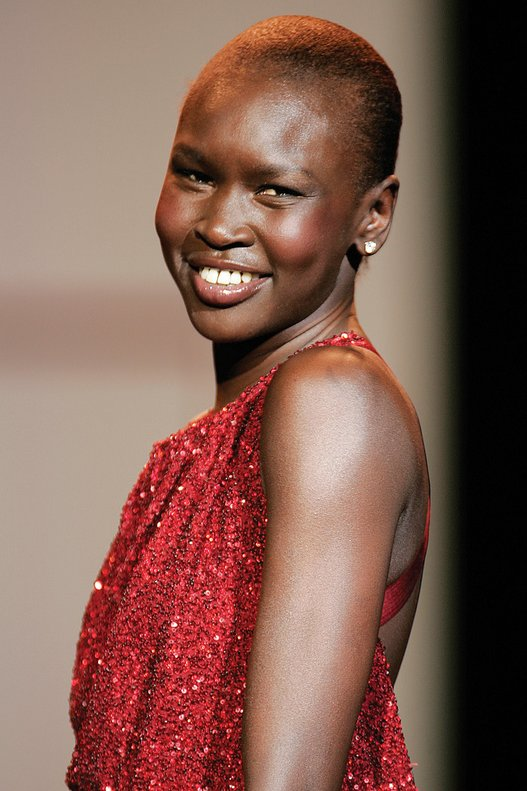
Alek Wek vid en visning för The Heart Truth-kollektionen, 2007.

Alek Wek, född 16 april 1977 i Wau, Sydsudan, är en sydsudanesisk-brittisk modell och designer som började sin karriär 1995 vid 18 års ålder. Hon är från den etniska gruppen Dinka i Sydsudan. I september 2015 gick Alek en visning för Marc Jacobs vid New York Fashion Week och medverkade också i märkets sommarkampanj. I maj 2016 var hon med på omslaget av den brasilianska versionen av modetidningen Elle.